# Lithobates sphenocephalus
Lithobates sphenocephalus е вид земноводно от семейство Водни жаби (Ranidae).

## Разпространение
Видът е разпространен в САЩ (Айова, Алабама, Арканзас, Вашингтон, Вирджиния, Делауеър, Джорджия, Илинойс, Индиана, Кентъки, Луизиана, Мериленд, Мисисипи, Мисури, Ню Джърси, Ню Йорк, Оклахома, Пенсилвания, Северна Каролина, Тексас, Тенеси, Флорида и Южна Каролина). Внесен е в Бахамски острови.